# Turma da Mônica (série animada)
Turma da Mônica (em Portugal, Turma da Mónica na RTP2 e Mónica e Amigos na SIC K) é uma série de animação brasileira criada por Maurício de Sousa, baseada na série de quadrinhos homônima. Com episódios exibidos desde 1976, pode ser considerada a mais longa produção do segmento no país.
Seus episódios já foram transmitidos através de diversos meios de exibição, sendo inicialmente pela televisão, passando por venda de filmes em Super-8, cinema, home video - em VHS e DVD - e atualmente também em plataformas de streaming.
Historicamente, a TV Globo é a principal exibidora do seriado na televisão brasileira, nos períodos de 1976 a 1987, de 1999 a 2001 e de 2010 a 2014. Entretanto, também foi exibida pelo canal pago Cartoon Network entre 2004, sendo uma série original do mesmo a partir de 2012, e 2025, quando passou para o Discovery Kids. Em 2021, a plataforma de streaming HBO Max disponibilizou a mais recente temporada da série simultaneamente com o Cartoon Network.
O seriado é atualmente reprisado pelos canais Cartoonito desde 2021, na TV fechada, e na TV aberta desde 9 de outubro de 2017 na TV Cultura. No entanto, segmentos da série já foram reprisados em diversos canais brasileiros como Boomerang, Tooncast e Gloob, Gloobinho, TV Rá Tim Bum, ZooMoo Kids, Discovery Kids, Nickelodeon, Disney Channel, TBS, Rede Telecine, HBO e Canal Brasil, na TV paga; e Rede Manchete, SBT e Rede Bandeirantes, TV Gazeta, RedeTV!, SescTV, TV NBR, TV Escola, Canal Educação, TV Educação, Univesp TV, TVE Brasil, TV Brasil, Canal Futura, Rede Minas, TV Aparecida, Rede Vida e Rede Novo Tempo na TV aberta. Estreou em 06 de julho de 2013 na TV Globo Internacional.
Em Portugal, foi exibida pela RTP2 e pela RTP Açores, no programa infantil "Zig Zag", de 2008 a 2009, com a dublagem original brasileira. Em 2015, a série foi exibida no Globo Premium (Globo Now). Também em 2015, os episódios de 2002 para frente foram adquiridos e exibidos na SIC K, desta vez com uma dobragem portuguesa. Atualmente, não está em exibição no país.

## Personagens principais
- Mônica (Marli Bortoletto) - A personagem central. Invocada, dentucinha e sempre com um coelhinho de pelúcia azul a tiracolo, é inspirada na filha homônima de Maurício de Sousa, que também tinha um coelhinho de pelúcia com o qual brincava quando tinha dois anos. Mônica tem uma grande força e é considerada a "Dona da Rua", posição essa frequentemente contestada pelos meninos do bairro, compostos por Cebolinha, Cascão, Jeremias, Xaveco, Franjinha, entre outros.
- Cebolinha (Angélica Santos) - O principal rival da Mônica. Suas principais características são os seus cinco fios de cabelo e sua fala, na qual troca o R pelo L. Sempre está à procura de um jeito de pegar o coelhinho da Mônica, o Sansão, para dar nós, e também frequentemente cria planos infalíveis para derrotá-la e substituí-la na posição de Dono da Rua, planos infalíveis esses que ironicamente costumam fracassar.
- Cascão (Paulo Cavalcante) - Suas principais características são o seu medo de água e sua paixão pela sujeira. Vários vilões o perseguem para acabar com sua "invencibilidade", como o Dr. Olimpo, as gêmeas Cremilda e Clotilde e, principalmente, o Capitão Feio - seu tio, dominado pela sujeira e que mora no esgoto. Adora jogar futebol, sendo considerado o mais habilidoso da turma. Mesmo a contragosto, frequentemente participa dos planos infalíveis do Cebolinha, onde quase sempre costuma entregá-los para a Mônica.
- Magali (Elza Gonçalves) - Também inspirada na filha homônima de Maurício de Sousa. É a melhor amiga da Mônica e sua característica principal é sua fome insaciável. Apesar disso, é vista como magricela pelos amigos e nunca engorda. Sua comida favorita é melancia. Assim como Mônica e Cascão, não usa sapatos, deixando à mostra seus pés sem artelhos. É a única personagem canhota.
- Milena (Livia Graciano) - É uma linda garotinha que mora na Rua do Limão, no Bairro do Limoeiro. Da família Sustenido, donos de uma clínica veterinária que cuida dos mascotes da turminha, como o Bidu, o Monicão, o Floquinho, o Mingau e o Radar (a famosa "Liga dos Pets"), além de atuar como protagonista na coleção Turma da Mônica.

## Histórico da produção do seriado

### Primeiros anos

#### O Natal da Turma da Mônica(1976)
Após figurarem como garotos-propaganda em comerciais da Cica durante as décadas de 1960 e 70 (alguns desses comerciais podem ser vistos no VHS Momentos Inesquecíveis do Desenho Animado Publicitário, lançado pela Transvídeo em 1989), esta animação de pouco mais de cinco minutos, lançada no final de 1976, apresenta Mônica, Cebolinha, Cascão e Anjinho em suas formas angulares características da segunda metade da década de 1970, vivendo sua primeira história completa em animação, ou seja, estreando o episódio piloto.
O Natal da Turma da Mônica foi exibido por anos na noite do dia 24 de dezembro durante a programação das Redes Globo e Tupi.

#### Curtas em Super-8 (1980)
Outros curtas seriam produzidos em seguida e lançados em Super-8 em 1980: Um Cachorro bem Treinado, O Último Desejo, Oh, que Dia!,  O Grande Show e Feliz Natal pra Todos. Quatro dos cinco curtas seriam relançados em 1986, através do filme As Novas Aventuras da Turma da Mônica. O curta "Feliz Natal pra Todos" é uma lost media.

### Primeira fase no cinema (1982–1987)

#### As Aventuras da Turma da Mônica(1982)
O primeiro longa-metragem para cinema da Turma da Mônica, As Aventuras da Turma da Mônica (1982), tenta pela primeira vez reproduzir a linguagem específica dos gibis para as telonas, e o resultado, com sensíveis diferenças, foi a base para a maioria dos filmes seguintes. Quatro histórias adaptadas dos primeiros gibis dos personagens são apresentadas através de uma história central, em sequências live action protagonizadas pelo próprio Mauricio de Sousa, que pensa em qual argumento usar para fazer um filme com seus personagens.
Os episódios que compõem "As Aventuras da Turma da Mônica" foram exibidos esporadicamente em TV aberta pela TV Manchete, dentro das exibições do filme em si. A estreia do filme na emissora carioca foi em 12 de outubro de 1983.

#### A Princesa e o Robô(1984)
Livremente inspirado na franquia Star Wars e no segmento O Império Empacota de As Aventuras da Turma da Mônica, este foi o primeiro filme de longa-metragem da Turma da Mônica com apenas um enredo inédito estrelando os personagens, com 90 minutos de duração. Seria o único filme desse tipo até a estreia de Uma Aventura no Tempo, em 2007.

#### As Novas Aventuras da Turma da Mônica(1986)
Começando em 1986, os filmes para cinema da Turma da Mônica seguiriam um novo formato: visando exibições para a televisão, os filmes passaram a ter entre 50 e 60 minutos de duração, como se fosse um programa infantil, consistindo apenas em trazer animações adaptadas de histórias em quadrinhos da Turma da Mônica com vinhetas de apresentação entre elas.
"As Novas Aventuras" é apresentado por Jotalhão, que, ao lado da Turminha em um cenário que emula um set de gravação, introduz cada uma das histórias apresentadas e o perfil de cada personagem.
O filme teve histórias adaptadas do gibis acompanhadas dos curtas lançados em Super-8 em 1980, além de trechos de comerciais estrelando os personagens entre o final do anos 70 e o início dos anos 80 - com outra trilha sonora - durante as suas apresentações.

#### Mônica e a Sereia do Rio(1987)
Os modelos dos personagens ganharam uma sensível alteração, que pode ser percebida no novo traço dos olhos e na movimentação.  A apresentação fica por conta de sequências que unem animação e live-action de forma rudimentar: Mônica encontra um portal para um mundo encantado, onde vive uma fada (Tetê Espíndola) que adora ouvir histórias e cantar. O que justifica os números musicais, um tanto exóticos, exibidos entre cada uma das histórias. Walter Hugo Khouri ("Amor Estranho Amor") dirige as sequências live-action, filmadas na Pousada do Rio Quente.

#### O Bicho Papão e Outras Histórias(1987)
Um programa de variedades é o formato escolhido para apresentar as histórias deste filme. Temos a Turma apresentando dois números musicais ("Atirei o Pau no Gato" e "O Sonho"), um game show de charadas, uma sessão de cassetadas apresentada por Cascão e o Jornal da Mônica, uma paródia do Jornal Nacional apresentada por Mônica e Cebolinha que retornaria em uma 'segunda edição' no filme seguinte, A Estrelinha Mágica.

#### A Estrelinha Mágica(1988)
Sem o mesmo cartaz dos filmes anteriores, o formato anterior de "apresentação" não é usado neste filme - que, lançado em vídeo antes dos cinemas, é ao mesmo tempo o primeiro lançamento "direct-to-video" da Turma da Mônica e a última aparição dos personagens nos cinemas, antes do hiato de 16 anos que o separaria de "Cine Gibi: o Filme". Fora a segunda edição do Jornal da Mônica, exibido antes do filme em si, os episódios aqui são exibidos em sequência, sem muita cerimônia entre eles além de uma pequena introdução geral em off de Maurício de Sousa no início. O curta que dá nome ao filme já tinha sido apresentado como um especial de natal na TV Globo em 1987.
No lançamento original de "A Estrelinha Mágica" em 1988, quatro segmentos de "O Natal de Todos Nós" (os com Mônica, Cebolinha, Cascão e Magali) são exibidos antes do episódio principal. Antes do lançamento no vídeo, estes curtas circularam pela televisão como vinhetas comemorativas. Posteriormente em 1992, O Natal de Todos Nós seria lançado separadamente em vídeo, compilando todos os segmentos - que, juntamente de "A Estrelinha Mágica" seriam reprisados em TV aberta pela TV Cultura no início da década de 2000, também durante a programação de natal.

### Distribuição exclusiva em Direct-to-video (1990–1999)

#### Chico Bento, Óia a Onça(1990)
O último filme desta fase tem a metade da duração dos filmes anteriores (30 minutos) e prenuncia o destino das animações da Turma da Mônica durante os anos 90, lançados diretamente em vídeo. Chico Bento, Rosinha e Zé Lelé passeiam pelo campo, enquanto Chico conta 'causos' da sua vida, ora engraçados, ora curiosos, ora emocionantes. Fora o curta que dá título à história, "Óia a Onça", os "causos" são episódios curtos, de cerca de dois minutos de duração, e sem diálogos (a ação é pontuada pela própria narração de Chico Bento). Antes do vídeo, patrocinado pela Perdigão e pelas Lojas Mabel, de artigos para pesca, três peças comerciais em animação exaltam os nomes dos anunciantes e seus produtos.

#### Turma da Mônica Quadro a Quadro(1996)
Lançado pela Estrela em 1996, este pode ser considerado como o precursor da coleção Video Gibi, que concentraria boa parte dos episódios de Turma da Mônica produzidos no final da década de 1990.
Foi a primeira experiência de animação digital dos Estúdios Maurício de Sousa, com traços mais rudimentares, animação limitada e pouco fluida, além de alguns cenários tridimensionais. Certos momentos (como a conclusão de "Tá Morto... Ou Não?") são compostos, no produto final, de quadrinhos dos próprios gibis e animação em progresso.
A estética dos quadrinhos é evidenciada quando alguns personagens se deslocam entre quadrinhos de gibi. Cada história é separada por transições, que sugerem a leitura de uma revista.

#### Video Gibi Turma da Mônica(1997–1999)
A Publifolha (braço audiovisual do Grupo Folha), que faria o último relançamento em vídeo dos filmes originais da Turma da Mônica (alguns com cortes e sob o título "Clássicos Turma da Mônica") em 1999, prosseguiu o lançamento dos novos episódios de Turma da Mônica para vídeo em 4 volumes.
Os traços digitais evoluem nos dois primeiros volumes, O Mônico (1997) e O Plano Sangrento (1998) e testam diálogo entre personagens em animação tradicional e cenários digitais tridimensionais. A dinâmica de "Quadro a Quadro" se manteve, além de trazer vinhetas de 30 segundos com a Turma do Penadinho e um clipe musical no final. A coleção Video Gibi prosseguiria com adições especiais. No segundo volume, uma pequena animação antes do filme traz Mônica e Cebolinha desenhados em forma de esboços, criando o famoso padrão de teste e interagindo com o narrador sobre como é feito um Video Gibi.
Os dois volumes finais da série são significativamente diferentes dos primeiros. O 3º volume, intitulado O Estranho Soro do Dr. X, (1998), teve sua animação co-produzida na China, com uma estética muito distinta e tradicional, além de uma trilha sonora produzida nos EUA e uma abertura inspirada na dos desenhos americanos, com uma versão instrumental em jazz de "A Fantasia se torna Real", uma das músicas-temas da Turma da Mônica, novamente visando uma exibição televisiva. Entre as histórias, pequenos curtas de 1 minuto de duração ilustram planos infalíveis do Cebolinha entre cada uma das histórias. Esse formato e animação continua na 4ª e última edição, A Ilha Misteriosa (1999); porém, com a trilha sonora e a animação dos curtas dos planos infalíveis, além do episódio "Mingau com Chuva", produzidos no Brasil. A abertura do volume, curiosamente, volta a ser a dos dois primeiros, mas com outra trilha.

### Entrada na televisão e Segunda fase no cinema (1999–2008)

#### 1ª temporada original da TV Globo (curtas) (1999–2001)
A primeira inserção de episódios lançados para televisão começou em uma parceria com a TV Globo com curtas de 1 a 2 minutos de duração exibidos no programa Angel Mix. A animação voltou a ser produzida integralmente dentro dos Estúdios Maurício de Sousa, assim como seus traços, que possuem uma maior fidelidade aos quadrinhos da época. A partir daí, seus cenários passam a ser feitos por Mauro Sousa, filho de Maurício. Ambas as características acabaram perdurando nas séries e filmes posteriores, com refinamentos ao longo do tempo.
No ano seguinte, o bloco Turma da Mônica na TV estreou dentro do programa Bambuluá. Os mesmos curtas de 1999 ganharam a companhia de musicais e uma série do Penadinho feita com fantoches.
No entanto, em 2001, a emissora suspendeu a exibição sem qualquer acordo formal com a MSP, o que constituiu quebra de contrato e ocasionou uma disputa judicial. Por conta disso, nem todos os episódios deste período foram ao ar no ano de produção.

#### Grandes Aventuras, começo do projeto CineGibi e Início da exibição pelo Cartoon Network (2002–2008)
Em 2002, a Paramount lançou Grandes Aventuras Turma da Mônica, a primeira série de DVDs da turma. Os episódios produzidos entre 1986 e 1999 foram relançados com uma redublagem e  uma nova trilha sonora, misturados com episódios inéditos.
Nessa fase, foi criado um remake da abertura do Video Gibi O Estranho Soro do Dr. X, de 1998, agora produzido nos Estúdios Maurício de Sousa, e com a música-tema "A Fantasia se torna Real" agora sendo a regravação de 1998, lançada no CD Mônica 35 Anos.
"Os Azuis", integrante desta leva de episódios, nunca foi integrado às exibições de TV regulares ou lançado comercialmente em home-vídeo. Sua distribuição se restringiu a um vídeo educacional sobre discriminação étnica produzido pelos Estúdios Mauricio de Sousa, que foi disponibilizado publicamente em 4 de outubro de 2009 pelo canal do YouTube ClipsdaTurma. O episódio "Montanha Suja", com a dublagem original de 1987 (a exibição regular é redublada), também integra este vídeo, apresentado pelo próprio Mauricio de Sousa ao lado de bonecos dos personagens.
Em 2004, iniciou-se a exibição regular dos episódios da Turma da Mônica pelo Cartoon Network, transmitindo a maior parte dos episódios produzidos entre 1986 e 1999 em sua grade de programação, além dos episódios produzidos em 2002.

#### Cine Gibi - O Filme(2004)
Em 2004, a Turma da Mônica retorna aos cinemas após 16 anos com "Cine Gibi - O Filme", uma coletânea de episódios inéditos que contou com a participação (por meio de inserção live-action com chroma key) de Mauricio de Sousa, Luciano Huck, Wanessa Camargo, Fernanda Lima e a dupla sertaneja Pedro e Thiago.
Depois disso, uma série homônima de DVDs surge em 2005, sempre com episódios inéditos visando a exibição na TV, assim como todos os filmes e vídeos desde 1986. Depois de Cine Gibi 3 — Planos Infalíveis (2008), a série passa a apenas reapresentar episódios lançados na TV.

#### Uma Aventura no Tempo(2007)
Primeiro longa-metragem da Turma da Mônica com um enredo inédito em 23 anos, Uma Aventura no Tempo também é o primeiro trabalho do estúdio na qual os serviços de animação são terceirizados por outros estúdios brasileiros - no caso, a carioca Labocine Digital, que havia produzido, dois anos antes, o filme Xuxinha e Guto contra os Monstros do Espaço; por isso, boa parte do estilo de animação do filme estrelado por Xuxa Meneghel - com fluidez que remete a efeitos tridimensionais - foi adaptada ao estilo dos episódios mais recentes da Turma da Mônica até então.

### Consolidação das exibições regulares para televisão (2009–2014)

#### 1ª temporada do Cartoon Network (2009)
Em 2009, o Cartoon Network lançou uma nova fase de Turma da Mônica, com 13 episódios inéditos, que estrearam na televisão antes dos DVDs. Mais tarde, este material seria reaproveitado em Cine Gibi 4: Meninos e Meninas (2009) e Cine Gibi 5: Luz, Câmera, Ação! (2010).
Como a animação foi co-produzida pela Labocine - o mesmo estúdio de "Uma Aventura no Tempo" - a estética do filme foi preservada, além de uma nova abertura, linguagem mais dinâmica e com uma nova versão instrumental de "A Fantasia se torna Real", desta vez com referências ao rock.

#### Nova exibição pela TV Globo (2010–2014)
Em 2010, os desenhos da Turma da Mônica voltaram à grade da TV Globo nas manhãs de sábado da emissora, reprisando os episódios de 1986 a 2009. Em 2012, os curtas em 3D do Horácio e os clipes musicais em motion graphics da Turma da Mônica, do canal do Youtube ClipsdaTurma, foram incluídos nas exibições.
Em 2010, foi lançada uma série de episódios especiais para datas específicas daquele ano em faixas especiais de programação, fora do horário habitual de exibição do desenho. Em 2012, o único inédito lançado foi o especial "Véspera de Natal".
Em 2013, 13 episódios inéditos foram adquiridos, que seriam reaproveitados em Cine Gibi 6: Hora do Banho (2013) e  em Cine Gibi 7: Bagunça Animal (2014). Esses episódios possuem uma estética parecida com a da temporada de 2012-2015 do Cartoon Network, mas com leves diferenças na linguagem e na trilha sonora.
Em 2013, a Globo passa a reprisar apenas os 23 episódios disponíveis em alta definição até então, e logo em seguida, eles juntam-se com os episódios da temporada de 2012 do Cartoon Network.
Em dezembro do mesmo ano, foi exibido o especial de Natal "Feliz Natal para Todos", remake de "O Natal de Todos Nós", com participação em live-action de Mauricio de Sousa e sua família. Inicialmente programado para ser exibido na noite de 24 de dezembro, foi adiado para a manhã do dia seguinte (25) sem aviso prévio. Isso indicou um certo desgaste na parceria da MSP com a Globo, que se encerrou dois meses depois, em fevereiro de 2014.

### Produção original do Cartoon Network (2012–presente)

#### 1ª temporada (2012–2015)
Paralelamente com a exibição na Globo, em 2012, a MSP e o Cartoon Network renovaram a sua parceria e firmaram a criação de um novo pacote de 41 episódios, exclusivos para o canal. A partir de então, o canal deixa de apenas exibir a série e passa também a coproduzi-la.
Mantendo o tradicional formato de adaptação de histórias originalmente publicadas nos quadrinhos, a sua animação e linguagem são mais simples em comparação à temporada de 2009. Porém, os cenários introduzidos em 1999 foram mantidos. A dublagem volta a ser feita após a produção da animação. Outro detalhe é a ausência de uma sequência de abertura em cada episódio.
O primeiro episódio desta fase, Do que Você está Brincando?, foi exibido no dia 18 de fevereiro, mas a estreia definitiva da temporada na programação do canal pago ocorreu apenas em 2 de setembro.
Para promover a série, o Cartoon Network produziu chamadas na qual os personagens de outras séries do canal interagem com os da Turma da Mônica; como o gambá Pepe Le Pew, de O Show dos Looney Tunes, desmaiando com o cheirinho do Cascão; Magali no Reino Doce, de Hora de Aventura, dando a maior dor de cabeça para Finn, Jake e a Princesa Jujuba; e Mônica correndo atrás de Gumball, Darwin e Tina Rex, de O Incrível Mundo de Gumball; além de ser “chamada” para manter a paz em Townsville durante as férias das Meninas Superpoderosas.
O Cartoon Network dividiu o pacote de episódios em lotes, conforme a MSP finalizava novas histórias. Num primeiro momento, apenas 14 episódios, em regime esporádico, foram ao ar. A partir de 1 de junho de 2013, a Globo começou a veicular esta temporada na TV aberta - e, coincidentemente, sem divulgação, o Cartoon Network voltou a estrear novos episódios em sua programação no dia seguinte.
Em setembro de 2013, um bloco do Cartoon em comemoração aos 50 anos da Mônica, incluiu a estreia de dois episódios inéditos da nova temporada. Um deles, "O Coelhinho Amarelo", foi lançado simultaneamente aos quadrinhos. Já "Mônica? Que Mônica?" iria além e teve sua adaptação animada lançada na TV quatro meses antes da HQ original ser publicada.
Após o fim de sua exibição pela Globo, Turma da Mônica manteve sua exibição de episódios inéditos em 2014 pelo Cartoon Network, lançando novos episódios em lotes mensais na faixa das 11h30 da manhã de domingo. Os episódios desta fase compõem os lançamentos da série Cine Gibi em DVD a partir do volume Cine Gibi 8: Tá Brincando? (2015).
A exibição de episódios inéditos desta fase concluiu-se em 26 de outubro de 2015, após uma série de hiatos. O 41º episódio é O Príncipe Perfeito, piloto do spin-off Turma da Mônica Jovem. Diferentemente dos demais, este último foi lançado pelo Cartoon Network dividido em cinco partes, e veiculado de forma aleatória durante sua programação a partir de 19 de outubro de 2015. A exibição dos episódios finais coincidiu com as homenagens aos 80 anos de Mauricio de Sousa, comemoradas através de maratonas e especiais.

#### 2ª temporada (2017)
Em 2017, as adaptações animadas dos quadrinhos da Turma da Mônica retornaram para mais uma temporada, com 26 episódios de 7 minutos cada um. Inicialmente anunciados para estrearem em 2 de janeiro, a estreia foi adiada para 25 de fevereiro, durante a programação especial de carnaval.
Esta série - agora animada pela Split Studio - apresenta uma evolução significativa da estética introduzida em 2012, com direito a movimentos mais fluídos dos personagens, cenários em paralaxe, cores mais quentes, texturas pontilhadas (remetendo a impressões de revistas em quadrinhos) e uma linguagem mais dinâmica, com referências a cultura pop e memes da internet - até aqueles que envolvem a própria Turma da Mônica. Além disso, o formato da dublagem volta a ser aquele utilizado no filme Uma Aventura no Tempo e também na temporada de 2009 da série, em que os dubladores gravam suas vozes antes da produção da animação em si ser concluída.
Entre os dias 2 e 4 de novembro, esteve em cartaz na Cinemark o especial Surra de Sansão, que mesclava episódios de Mônica Toy e alguns curtas denominados Stories da Mônica, juntamente com 8 episódios inéditos desta fase. Além disso, outros 2 episódios inéditos foram publicados no canal oficial da Turma da Mônica no YouTube. Todos estes episódios foram exibidos no mês de Novembro no Cartoon Network, através de vários especiais.

#### 3ª temporada (2021–2022)
Durante o evento da CCXP Worlds 2021, foi anunciada a 3ª temporada da série como produção original do Cartoon Network, com previsão de estreia para 10 de dezembro de 2021, tanto no canal em si quanto na plataforma brasileira do serviço de streaming HBO Max, que também passou disponibilizar as duas temporadas anteriores dessa fase.
Enquanto visualmente ela se assemelha à estética da segunda temporada, esta leva apresenta um aprofundamento ainda maior no seu dinamismo, referências à cultura pop e memes e no timing cômico das histórias. Além disso, visando a representatividade negra, o personagem Jeremias ganhou uma presença muito mais relevante e recorrente ao longo da temporada, que também marcou a estreia da Milena - primeira personagem feminina negra da Turma da Mônica - na série animada, quase três anos depois de começar a aparecer nos gibis.

#### 4ª temporada (2025-)
Em 24 de julho de 2025, a  4ª temporada com previsão de estréia para 11 de agosto no HBO Max e no canal pago Discovery Kids.

### Bairro do Limoeiro(TBA)
Em 2016, durante a Comic Con Experience, foi anunciado Bairro do Limoeiro, um reboot da série clássica da Turma da Mônica, com 26 episódios de 11 minutos, previsto inicialmente para ser lançado em 2018 no Cartoon Network.
A produção é direcionada ao público-alvo pré-adolescente, visando o mercado internacional. Pela primeira vez, os enredos não serão adaptações diretas das histórias em quadrinhos, mas elas ainda serão a inspiração-base para os roteiros. Os designs dos personagens são inspirados nos do início dos anos 1970 (que chegaram a ser usados naquela época em O Natal da Turma da Mônica), junto com uma linguagem mais moderna.
Na edição de 2017 da CCXP, junto com os anúncios das séries animadas Vamos Brincar, Biduzidos, Astronauta e Turma da Mônica Jovem, foi anunciado por meio de um vídeo dos bastidores da produção que os dubladores oficiais dos personagens seriam mantidos, mas adaptados a essa nova linguagem.

## Mônica Toy
Mônica Toy é uma websérie derivada lançada em maio de 2013 e distribuída via internet, pelo canal oficial do Youtube da Turma da Mônica.